# OpenXR
OpenXR es un estándar de código abierto para la interacción con dispositivos de realidad virtual y realidad aumentada. Está desarrollado por un grupo de trabajo gestionado por el consorcio Khronos Group. OpenXR fue anunciado por Khronos Group el 27 de febrero de 2017 durante la GDC 2017. Una versión provisional del estándar se publicó el 18 de marzo de 2019 para permitir que desarrolladores e implementadores ofrecieran sus comentarios al respecto. El 29 de julio de 2019, Khronos Group lanzó públicamente OpenXR 1.0 durante SIGGRAPH 2019, y el 15 de abril de 2024 se publicó OpenXR 1.1.
Los revisores de la versión provisional 0.90 consideraron que el objetivo de OpenXR era “resolver la fragmentación de la realidad aumentada y la realidad virtual”.

## Arquitectura
El estándar proporciona una API dirigida a desarrolladores de aplicaciones que trabajan con dispositivos de realidad virtual o realidad aumentada. Esto permite a los desarrolladores crear aplicaciones que funcionen en una amplia variedad de dispositivos.
Los elementos fundamentales de esta API son:
- XrSpace: una representación del espacio tridimensional.
- XrInstance: una representación del runtime de OpenXR.
- System y XrSystemId: una representación de los dispositivos, incluidos los dispositivos de realidad virtual o aumentada y los controladores.
- XrActions: se utilizan para gestionar las entradas del usuario.
- XrSession: representa la sesión de interacción entre la aplicación y el usuario.

La especificación completa puede encontrarse en el OpenXR Registry en GitHub.

## Implementaciones
El Khronos Group mantiene la lista de plataformas y productos conformes con OpenXR.
Actualmente, las plataformas conformes con OpenXR son:
- Serie Spatial Display de Acer.[11]
- Neo3 y PICO4 de Bytedance.[12]
- Plataforma MREAL de Canon, incluyendo pantallas y visores.[13]
- Monado Runtime de Collabora para GNU/Linux, con la versión 21.0.0 lanzada en febrero de 2021.[14]
- HTC VIVE Cosmos y VIVE Focus 3, parte del ecosistema VIVERSE de HTC.[15]
- Magic Leap 2.[16]
- Plataforma para PC de Meta y su línea de dispositivos Quest, con soporte completo para OpenXR 1.0 añadido en julio de 2021.[17][18]
- HoloLens 2 de Microsoft y los visores de Windows Mixed Reality.[19]
- Plataforma para desarrolladores Snapdragon Spaces XR de Qualcomm.[20]
- Pantallas de Realidad Espacial de Sony (ELF-SR1 y ELF-SR2).[21]
- SteamVR de Valve, desde la versión 1.16 en febrero de 2021.[22]
- Visores de Varjo.

## Compatibilidad con motores de juego y renderizado
El desarrollo de aplicaciones con OpenXR es compatible con los siguientes motores:
- Unreal Engine, con soporte inicial a partir de la versión 4.24.[23]
- Blender, con soporte inicial en la versión 2.83 LTS lanzada en junio de 2020.[24]
- Unity, con soporte inicial en la versión 2020.2 lanzada en diciembre de 2020.[25]
- Godot, con soporte inicial en la versión 4.0.[26]
- Autodesk VRED.[27]
- StereoKit, desarrollado directamente en torno a OpenXR.[28]
- Nvidia Omniverse.[29]
- Unigine, desde la versión 2.19 de agosto de 2024.[30]

## Compatibilidad con navegadores
Los navegadores web Google Chrome y Microsoft Edge habilitan por defecto el soporte para WebXR utilizando OpenXR, gracias al uso compartido de la base de código de Chromium.

## Hoja de ruta
Tras el lanzamiento de OpenXR 1.0, es probable que el progreso continúe mediante el desarrollo de extensiones para la API principal. Esto se ha reflejado en el lanzamiento posterior de extensiones para el soporte de seguimiento de manos y seguimiento de la mirada.  A medida que los implementadores y desarrolladores adquieran más experiencia con estas extensiones, podrían integrarse en el núcleo de la API de OpenXR en futuras versiones.

## Colaboradores
Las siguientes empresas están listadas por Khronos como patrocinadores públicos de OpenXR:
- Acer
- AMD
- Antilatency
- AREA
- ARM Holdings
- Collabora
- DisplayLink
- Epic Games
- Google
- HP
- Holochip
- HTC
- Huawei Technologies.
- Imagination Technologies.
- Intel Corporation.
- LG Electronics.
- Logitech.
- LunarG.
- Magic Leap.
- MediaTek.
- Meta.
- Microsoft.
- Mozilla.
- Nokia.
- Nvidia
- PicoVR
- Pluto VR
- Qualcomm
- Razer Inc.
- Samsung Electronics
- Sony Interactive Entertainment
- Tobii Technology
- Ultraleap
- Unity Technologies
- Valve
- Varjo
- VeriSilicon
- VIA Alliance Semiconductor Co., Ltd.[35]
- zSpace

### Alternativas propietarias
- ARCore.
- ARKit.